# Фарбман, Николай Вольфович
Николай Вольфович Фарбман (11 октября 1920, Киев — 8 января 1998, Штутгарт, Германия) — советский и российский историк, доктор исторических наук (1979), профессор (1981) кафедры всеобщей истории, а затем новой и новейшей истории. Отличник народного просвещения РСФСР (1964).

## Биография
Окончил МГУ им. М. В. Ломоносова (1948), аспирантуру МОПИ им. Н. К. Крупской (1951). В 1952 году защитил диссертацию на соискание учёной степени кандидата исторических наук.
С 1952 по 1955 годы — зав. кафедрой всеобщей истории Барнаульского пединститута. С 1958 ст. преподаватель, затем доцент (1960) Пензенского государственного педагогического института им. В. Г. Белинского, с 1963 по 1968 — на общественных началах зав. кафедрой всеобщей истории. Проработал в Пензенском государственном педагогическом университете до 1997.
Участник Великой Отечественной войны. Награждён орденами Красного Знамени, Отечественной войны II степени, Красной Звезды и 5 медалями.

## Научная деятельность
Область научных интересов — история Германии периода Веймарской республики, история германского реваншизма после Первой мировой войны (работы цитировались многими российскими и зарубежными историками, особенно в ГДР и ФРГ). Автор более 40 научных работ.

### Сочинения
- Der Kampf des Ruhrproletariats gegen die französiesche Okkupation und den nationalen Verrat der Ruhrmagnaten im Jahre 1923// Die Presse der Sowjet Union. Berlin, № 81,82, 1955.
- Борьба рурского пролетариата против французской оккупации и национальной измены магнатов Рура в 1923 г. // Вопросы истории АН СССР, 1955, № 6.
- Майская стачка 1923 г. в Руре // Учебные записки МОПИ. Т.52, Вып.1. М.,1957.
- Рецензия. Гренер В. Воспоминания. Юность. Генеральный штаб. Мировая война. Гёттинген, 1957.// «Sowijetwissenschaft. Gesellschaftswissenschaftliche. Beiträge». Berlin, 1959, № 4.
- Изучение в СССР новейшей истории германского рабочего движения. (Обзор литературы) // Сб. ст. и материалов. М., 1962.
- Новые работы историков ГДР о событиях 1923 года в Германии // ННИ. 1963, № 6.
- Великий Октябрь и борьба рабочего класса Германии за демократический мир (1918—1919 гг.). Саратов — Пенза, 1967.
- У истоков ревизии Версальского мирного договора // Ежегодник германской истории, 1969. М.,1970.
- Ценный вклад в изучение истории советско-германских отношений // Ежегодник германской истории, 1971. М., 1973.
- Германский империализм на пути к ревизии репарационных постановлений Версальского договора (1920—1922 гг.) // Ежегодник германской истории, 1972. М., 1973.
- Германский реваншизм после первой мировой войны (1918—1923 гг.). Специальный курс лекций. Рязань, 1974.
- Ноябрьская революция и борьба за демократический мир против милитаризма и фашизма (1919—1923 гг.) // Ежегодник германской истории, 1978. М.,1979.
- «Версальская система» — 2 глава в коллективной монографии «Европа в международных отношениях» (1917—1939 гг.). М., 1979.
- Идеология германского реваншизма (1918—1923 гг.). Рязань — Пенза, 1987.
- Документальный очерк. Густав Штреземан: человек и государственный деятель // Новая и новейшая история. 1995. № 5.